# Métro de Xining
Le métro de Xining (chinois simplifié : 西宁轨道交通 ; chinois traditionnel : 西寧軌道交通 ; pinyin : Xīníng guǐdào jiāotōng) est un système de transport en commun rapide en construction à Xining, capitale de la province du Qinghai, en Chine. il est actuellement prévu d'avoir trois lignes de métro totalisant 92,5 kilomètres, et un quatre lignes train de banlieue totalisant 88 kilomètres, qui s'inscriront dans le réseau régional de transport en commun rapide. Soit un total de sept lignes.
La ligne 1 et la première étape de la ligne 3 coûteront environ 28 milliards de yuans .
Le métro est toujours en planification.

## Ligne 1
La ligne 1 mesurera 29,5 kilometers (18,3 mi)   avec 23 stations du boulevard Xicheng à la rue Jinkai via la gare de Xining .

## Ligne 2
La ligne 2 mesurera 21,2 kilometers (13,2 mi) avec 16 stations de Huayuan taicun à la rue Bowen.

## Ligne 3
La ligne 3 mesurera 18,2 kilometers (11,3 mi) avec 13 stations de Sanjiao huayuan à la rue Qingshui.